# DJ Hard2Def

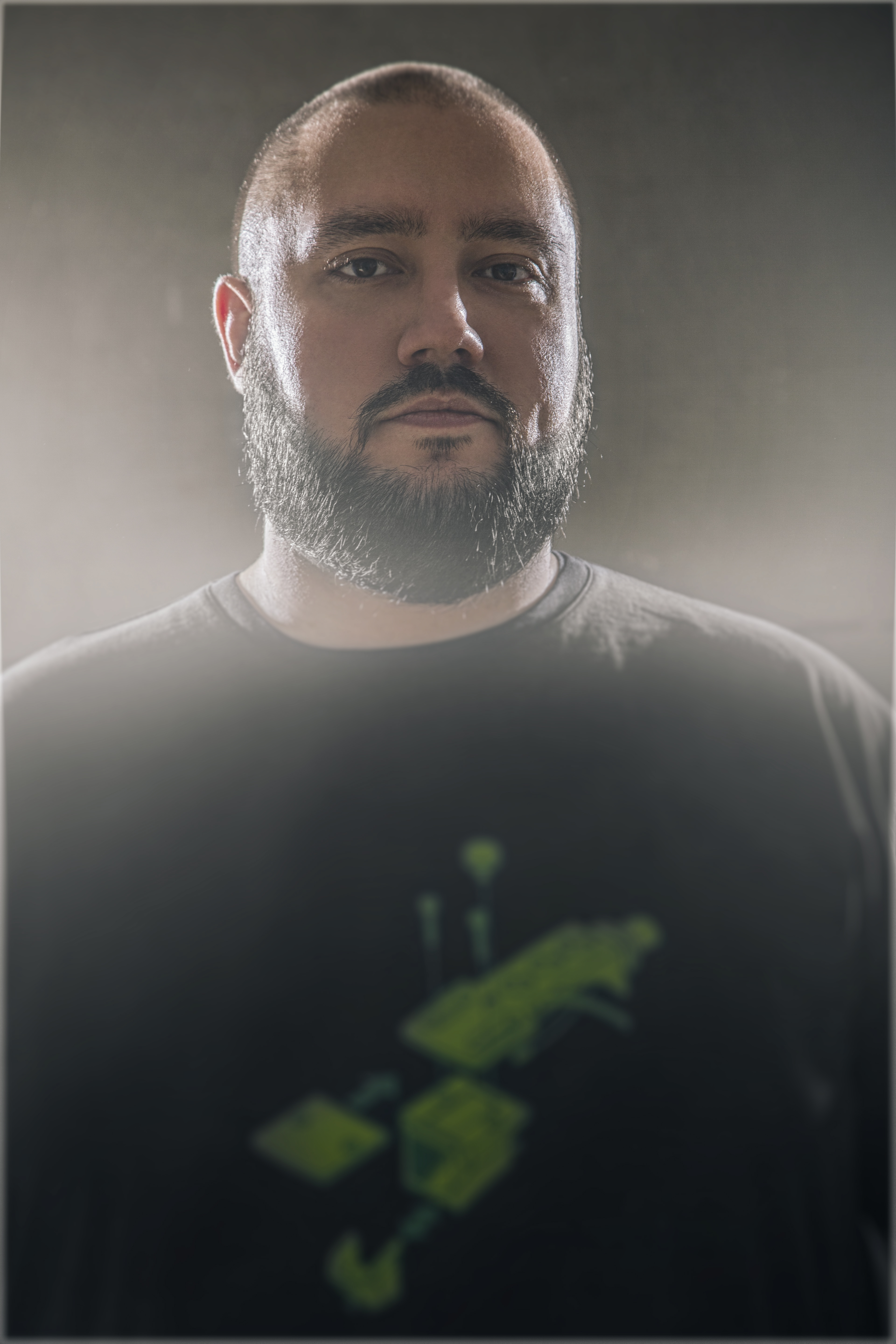
DJ Hard2Def

Hard2Def (bürgerlich Hakan Bozkurt; * 24. Oktober 1978 in Mannheim) ist ein deutscher Musikproduzent und Club/Radio-DJ. Neben seinen Solo-Projekten gehört er auch zum Musikproduzenten- und DJ-Team Clubcrushers.

## Leben & Karriere
Hard2Def wuchs im Mannheimer Viertel Neckarstadt-West auf, als Kind türkischer Migranten tscherkessischer Abstammung. Nach seiner schulischen Laufbahn arbeitete er einige Jahre in der IT-Branche, bevor er sich Ende 2002 vollständig der Tätigkeit als DJ und Produzent widmete.
Seine DJ-Karriere begann er 1998 in lokalen Clubs der Rhein-Neckar-Region. 1999 veröffentlichte er seine erste Vinylsingle Bounce with me im Rahmen der Handz Up-Reihe des Mannheimer Plattenlabels M-Pire Records, die ausschließlich auf Vinyl vertrieben wurde und im Stil US-amerikanischer AV8-Partybreaks (spezielle Remixe für DJs) gehalten war. Es folgten weitere Veröffentlichungen auf M-Pire Records und auf seinem eigenen Label CM-Records, die in limitierten Vinyl-Serien erschienen. Erste eigene Produktionen für deutschsprachige Künstler wie Mike Keyz Downing oder Eisbär, sowie für in Deutschland ansässige US-Amerikaner wie Jesse Al Malik, führten zum Aufbau seines eigenen Studios in Mannheim. Dort erarbeitete er sich neben den Fähigkeiten als Produzent auch die Skillsets, um Musik zu mischen und zu mastern.
2007 lernte Hard2Def bei einem gemeinsamen Gig DJ Rapture kennen. Aus ersten gemeinsamen Projekten entstand das DJ- und Produzententeam Clubcrushers. 2012 brachte er die Single Baddis Ting heraus, die vom schwedischen Künstler Million Stylez gefeatured wurde und Teil des Riddim-Albums Naughty Wifey war. Dieses Album erhielt zahlreiche Nominierungen vom deutschen Riddim Magazin und brachte Hard2Def den ersten Platz in der Kategorie „Bester nationaler Riddim“ sowie den dritten Platz als „Bester nationaler Produzent“. Der Song Baddis Ting hielt sich zehn Wochen lang auf Platz 1 der Deutschen Urban Charts DUC (vormals Deutsche Black Charts DBC). In den Jahren darauf veröffentlichte er weitere Riddim-Alben und Singles, die ihm vier weitere Nummer-1-Platzierungen in den DUC einbrachten. Auch Produktionen, bei denen er nur als Produzent tätig war und nicht als Künstler genannt wurde, erreichten diverse Platzierungen in den Black Charts, darunter eine weitere Nummer 1. Über die Jahre hinweg arbeitete Hard2Def mit Künstlern wie Beenie Man, Charly Black, Leftside, Treesha, Bay-C, T.O.K., Daville Thomas, Voicemail, Ce’Cile und D-Flame.
Im Jahr 2021 veröffentlichte Hard2Def nach fast 2 Jahren Pause die Single Badd Gyal mit dem Künstler Leftside. Eine weitere Veröffentlichung mit dem Künstler Charly Black entstand während der Corona-Pandemie und wurde 2023 veröffentlicht.

## Radio
2003 wurde Hard2Def Teil des DJ-Teams des Berliner Radiosenders Jam FM und ging für Jam FM für das gleichnamige Partyformat „Jam FM – The Party“ auf Tour.
2006 wechselte er zum hessischen Musiksender Planet Radio, für den er im Format „planet black beats“ regelmäßig on-Air und auf Veranstaltungen bis 2015 spielte.
Ab 2015 bis 2022 reihte sich Hard2Def in das Team des öffentlich-rechtlichen Jugendsenders Dasding ein und spielte dort regelmäßig für den Sender on-Air und auf Veranstaltungen.

## Diskografie (Auswahl)

### Alben
- DJ Hard2Def & DeeBuzz – Sidechick Riddim (TTS / DeeBuzz Sound) VÖ 17. Juli 2015
- DJ Hard2Def & DeeBuzz – Coolie Ghee Riddim (TTS / DeeBuzz Sound) VÖ 2. Juli 2014
- DJ Hard2Def & DeeBuzz – Seatbelt Riddim (TTS / DeeBuzz Sound) VÖ 7. Oktober 2013
- DJ Hard2Def & DeeBuzz – Naughty Wifey Riddim (TTS / DeeBuzz Sound) VÖ 6. Oktober 2012

### Singles
- DJ Hard2Def & T.O.K. – Machine (Go!Nasty / Evidence Music) VÖ 5. Januar 2024
- DJ Hard2Def & Charly Black & Its Natascha – Like a Ball Remix (Go!Nasty / TTS) VÖ 24. November 2023
- DJ Hard2Def & Lanae – Love Chat (Go!Nasty / Evidence Music) VÖ 20. Oktober 2023
- DJ Hard2Def & Charly Black – Like a Ball (Go!Nasty / TTS) VÖ 30. Juni 2023
- Richastic & DJ Hard2Def & Bay-C – Bombo (Go!Nasty / TTS) VÖ 11. November 2022
- UCee & DJ Hard2Def – Galang So (Go!Nasty / TTS) VÖ 22. Juli 2022
- DJ Hard2Def & Leftside – Badd Gyal (Go!Nasty / TTS) VÖ 19. November 2021
- DJ Hard2Def & Bay-C ft. Lisa Merdedez – Bubble & Wine Remix (TTS / DeeBuzz Sound) VÖ 22. März 2019
- DJ Hard2Def & Bay-C – Bubble & Wine (TTS / DeeBuzz Sound) VÖ 22. März 2018
- DJ Hard2Def & DeeBuzz & T.O.K – Back it up (TTS / DeeBuzz Sound) VÖ 10. November 2017 #1 Deutsche Urban Charts(DUC/DBC)
- DJ Hard2Def & Treesha & Bay-C ft. DeeBuzz – Rude Gyal Swing (TTS / DeeBuzz Sound) VÖ 1. Juli 2016 - #1 Deutsche Urban Charts(DUC/DBC)
- DJ Hard2Def & DeeBuzz & Beenie Man – Million More (TTS / DeeBuzz Sound) VÖ 1. April 2016 - #1 Deutsche Urban Charts(DUC/DBC)[8]
- DJ Hard2Def ft. DaVilla Thomas – Love mi di same (TTS / DeeBuzz Sound) VÖ 7. Oktober 2013 - #1 Deutsche Urban Charts(DUC/DBC)
- DJ Hard2Def ft. Million Stylez – Baddis Ting (TTS / DeeBuzz Sound) VÖ 6. Oktober 2012 - #1 Deutsche Urban Charts(DUC/DBC)
- DJ Hard2Def & DJ RayDee – Bouncin dirty again (CM Records) VÖ 3. März 2003
- DJ Hard2Def & DJ RayDee – Turntable Food Vol 1 (CM Records) VÖ 28. Februar 2003
- DJ Hard2Def & DJ Illmatic Mike – Ill4Life Vol 1 (CM Records) VÖ 6. August 2002
- DJ Hard2Def & DJ RayDee – Dirty Bounce (CM Records) VÖ 5. April 2002
- DJ Hard2Def & DJ Chilly T. – All my brothers / Handz Up Vol 12 (M-Pire Records) VÖ 2001
- DJ Hard2Def & DJ RayDee – Back 2 da Rhythm / Handz Up Vol 09 (M-Pire Records) VÖ 2001
- DJ Hard2Def & DJ Lazy-T – Go Come On / Handz Up Vol 08 (M-Pire Records) VÖ 2000
- DJ Hard2Def & DJ Lazy-T – Bounce with me / Handz Up Vol 02 (M-Pire Records) VÖ 1999

### Remixe
- Max Rubadub & Voicemail – That body (Hard2Def Remix) VÖ 7. Februar 2019
- Turntable Dubbers & Doktor – I'll be there for you (Hard2Def Remix) VÖ 25. Juni 2016

### Produktionen
- Kabarday ft. DJ Hard2Def – Happiness (IGroovemusic) VÖ 10. Mai 2024
- Zio Wintz – Feuerwerk (Q1 Records) VÖ 27. Dezember 2021
- Zio Wintz – Lavendel (Q1 Records) VÖ 17. Juni 2021
- Lora – Tage Lang VÖ 11. Juni 2021
- DJ Climex ft. C'ecile – Push it VÖ 4. August 2016 #1 Deutsche Black Charts
- Clubcrushers – Twork it (TTS) VÖ 3. Oktober 2013
- DJ Maaleek ft. L!z – Strip (TTS) VÖ 23. Januar 2013 - #2 Deutsche Black Charts
- Clubcrushers ft. YG – I'm good (TTS) VÖ 28. Juli 2012 - #4 Deutsche Black Charts
- Clubcrushers pres. Bobby Tinsley – End of the World (Jean Rah Fya, TTS) VÖ 26. Januar 2011
- Clubcrushers ft. Bobby Tinsley – Never never (Jean Rah Fya, TTS) VÖ 26. Januar 2011
- Clubcrushers pres. Bobby Tinsley ft. Malo – I Feel Good (Jean Rah Fya, TTS) VÖ 12. November 2010
- Clubcrushers pres. Ricky J – Whatta Night (Eyez Musiq, TTS, Nutibara Records) VÖ 19. April 2010
- Clubcrushers pres. Yeyo ft. Notch & Itagui – Please DJ (Art of Sound Group / Nutibara Records) VÖ 4. April 2010
- Mike Keyz Downing – Freund oder Feind VÖ 2008
- Big Daddy – Get On The Floor (Hard2Def N Ray Dee Remix) (Dee Jay Mix Club) VÖ 2006
- Jessel Al Malik & Agony – Reprezent VÖ 2005

## Auszeichnungen
- 2022: Platz 5 im Riddim Magazin „Bester Produzent 2021“
- 2014: Platz 5 im Riddim Magazin „Bester Produzent 2013“
- 2013: Platz 1 im Riddim Magazin Deutschland „Bester deutscher Riddim 2012“
- 2013: Platz 1 im Riddim Magazin „Bester Produzent 2012“